# Peter Gummesson
Peter Gummesson (i riksdagen kallad Gummesson i Eringsboda), född 7 juli 1817 i Tvings församling, Blekinge län, död 6 april 1874 i Eringsboda församling, Blekinge län, var en svensk lantbrukare, hemmansägare och politiker.
Gummesson var ledamot av riksdagens andra kammare 1873–1874, invald i Medelstads domsagas valkrets i Blekinge län.